# Robert Jackson (engelsk ambassadör)
Robert Jackson, född i slutet av 1600-talet, död i mitten av 1700-talet, var en brittisk diplomat och ambassadör verksam i Stockholm mellan 1696 och 1729. Engelska huset i Stockholm är uppkallat efter honom.

## Biografi

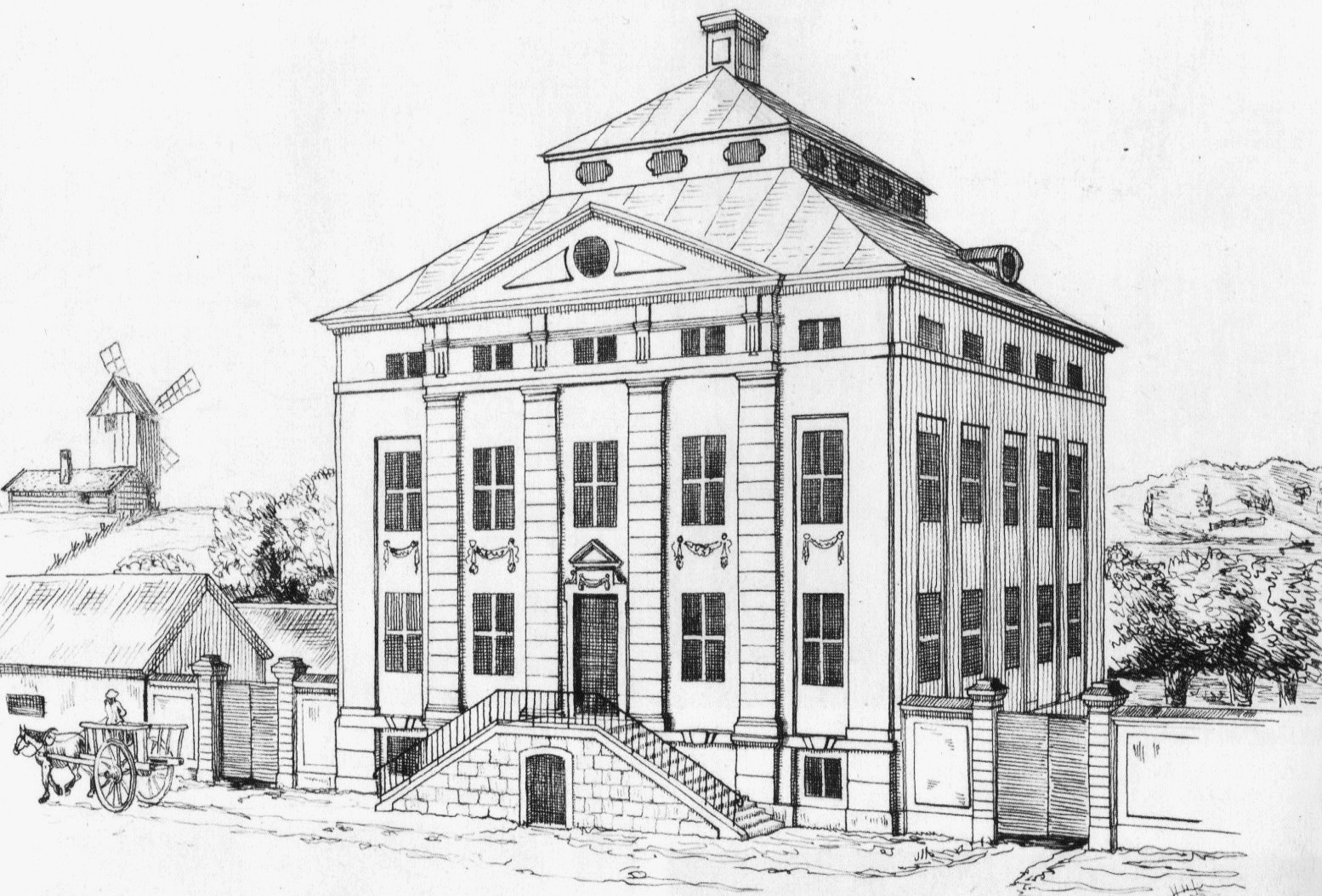
Engelska huset, Robert Jacksons residens i Stockholm mellan 1711 och 1743.

Jackson var tjänstgörande kommissarie (Commissary in charge), för England år 1696 och åren 1703–1707, och för Storbritannien åren 1707–1710 samt med titeln minister (Minister Resident) åren 1710–1717 och åren 1719–1729. Mellan 1717 och 1719 fanns inga diplomatiska relationer länderna emellan.
Jackson diplomatiska karriär i Stockholm började redan innan han blev Commissary in charge. Han var på 1690-talet sekretär till sin föregångare, John Robinson, som blev 1709 kallad att utföra olika diplomatiska uppdrag på kontinenten. Jackson blev då kommissionsledamot och det följande året befordrad till Minister Resident. Uppgiften krävde förmodligen viss skicklighet med tanke på de ansträngda engelsk-svenska kommersiella relationerna och Karl XII:s välkända envishet. Jacksons verksamma tid som diplomat i Stockholm sammanföll även med perioden då Sverige höll på att förlora sin stormaktsställning i Europa.
Under sin tid som diplomat i Sverige hyrde (från 1711) han respektive ägde (från 1723) han det så kallade Engelska huset (mera känt under namnet Lillienhoffska palatset) vid Götgatan på Södermalm i Stockholm. Huset fungerade som Storbritanniens residens och beboddes av Jackson fram till 1743 då hans son sålde fastigheten.